# Bienengarnele
Die Bienengarnele (Caridina logemanni) ist eine aus Hongkong stammende Süßwassergarnele (Atyidae) aus der Gattung Caridina. Wegen ihres attraktiven Erscheinungsbildes und ihrer relativ unproblematischen Haltung wird sie häufig in Aquarien gepflegt. Eine rote Farbvariante wird unter der Bezeichnung „Crystal Red“ oder auch „Kristallrote Zwerggarnele“ gehandelt.

## Erscheinung
Die Bienengarnele erreicht eine Länge von etwa zwei Zentimetern, weibliche Tiere sind meist etwas größer als ihre männlichen Artgenossen. Adulte Weibchen wirken insgesamt fülliger und ihr Hinterleib ist tiefer ausgezogen. Beide Geschlechter tragen auf dem Abdomen ein Muster aus schwarzen und zwei bis vier weißen bis durchsichtigen Querstreifen. Der Farbvariation Crystal Red fehlen schwarze Pigmentzellen, weshalb sie, statt der bräunlichgrauen Grundfärbung der Normalform, ein kräftiges Rot zeigt. Farbgebung und Musterung können, wie bei allen Zwerggarnelen, selbst innerhalb einer Population starken Schwankungen unterliegen. Eine sicherere Bestimmung ist anhand der Rostrumformel 4-7(4) + 6-14(8) / 1-3(2) möglich.

### Zuchtformen
Von der Bienengarnele sind in den letzten Jahren verschiedene neue Farbformen gezüchtet worden. Es ist nicht ganz klar, ob alle Formen durch klassische Zucht und Selektion oder teilweise durch Kreuzung mit anderen Arten entstanden sind.

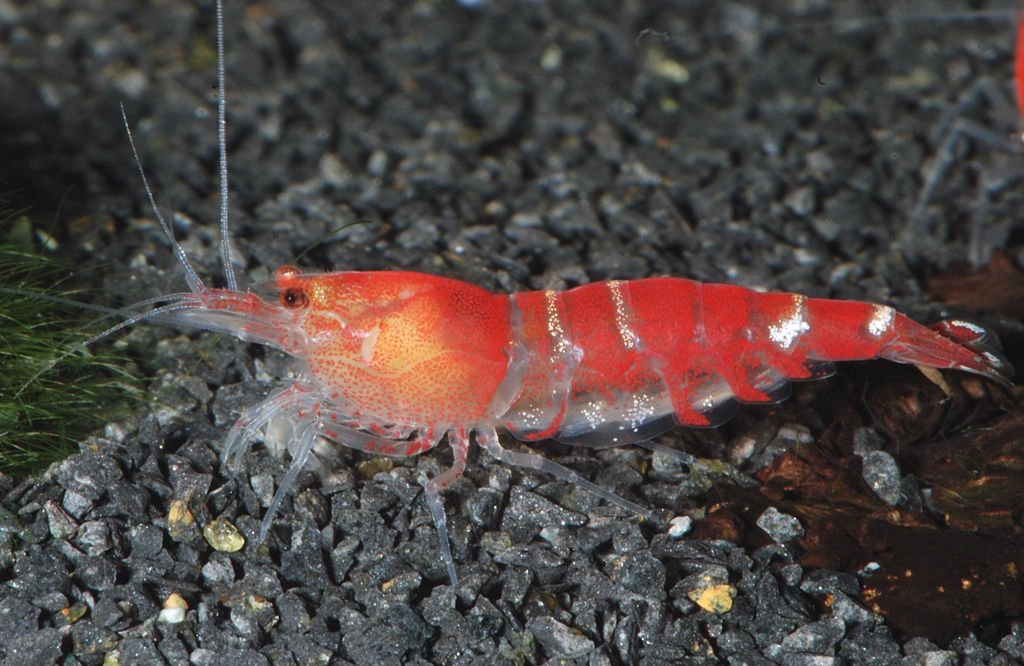
„Crystal Red“
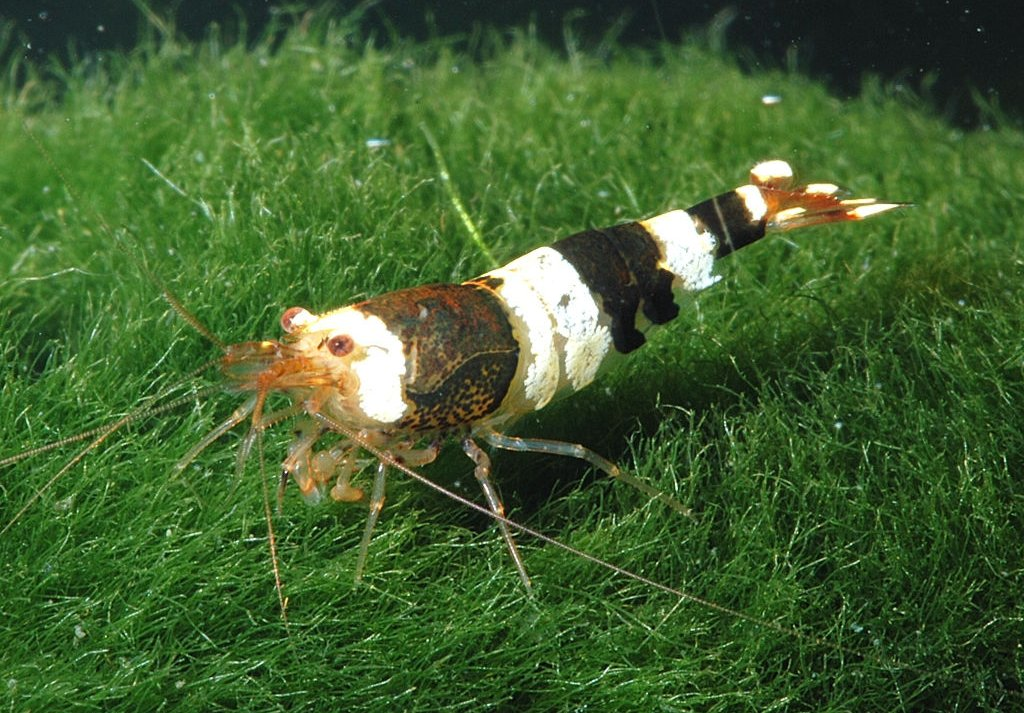
„Black Bee“
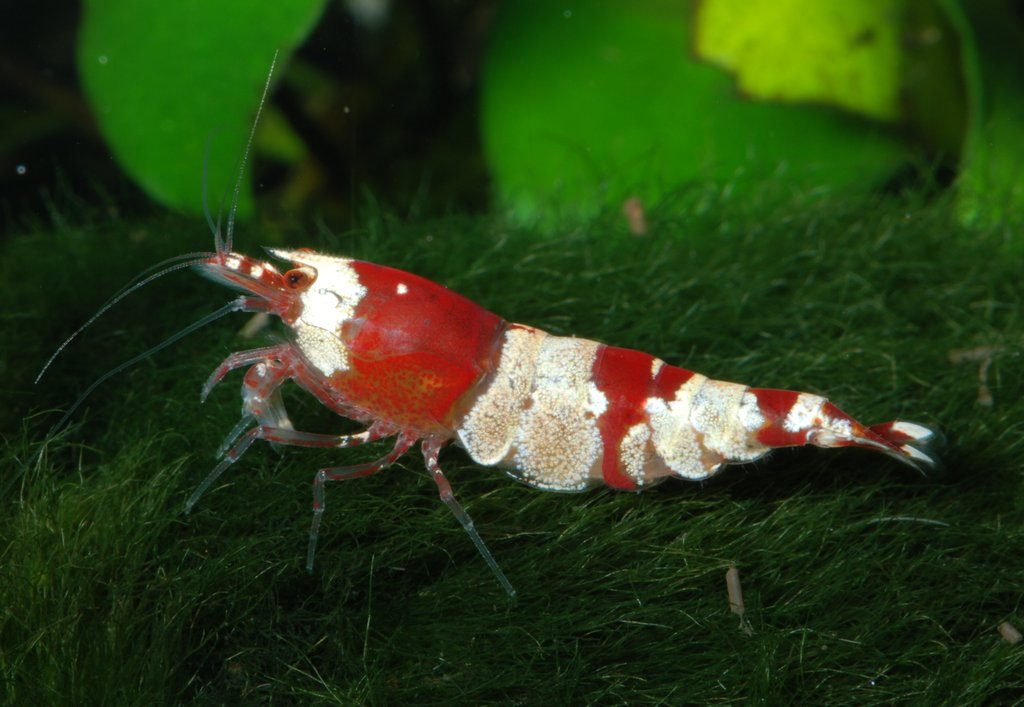
„Red Bee“
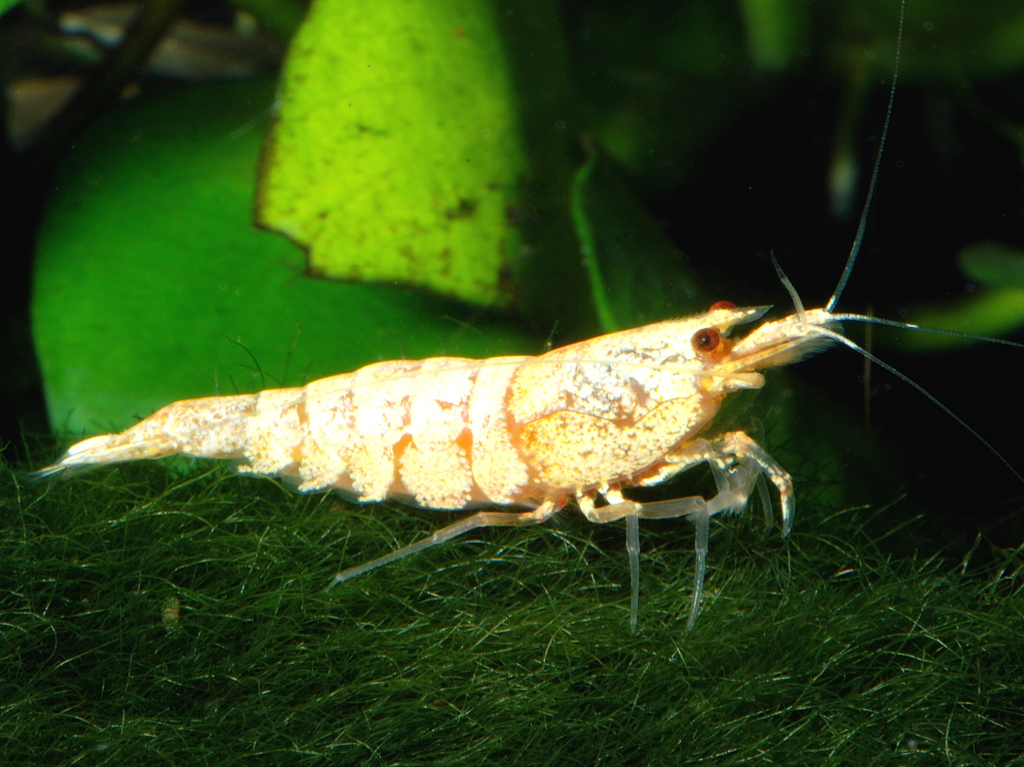
„Snow White“
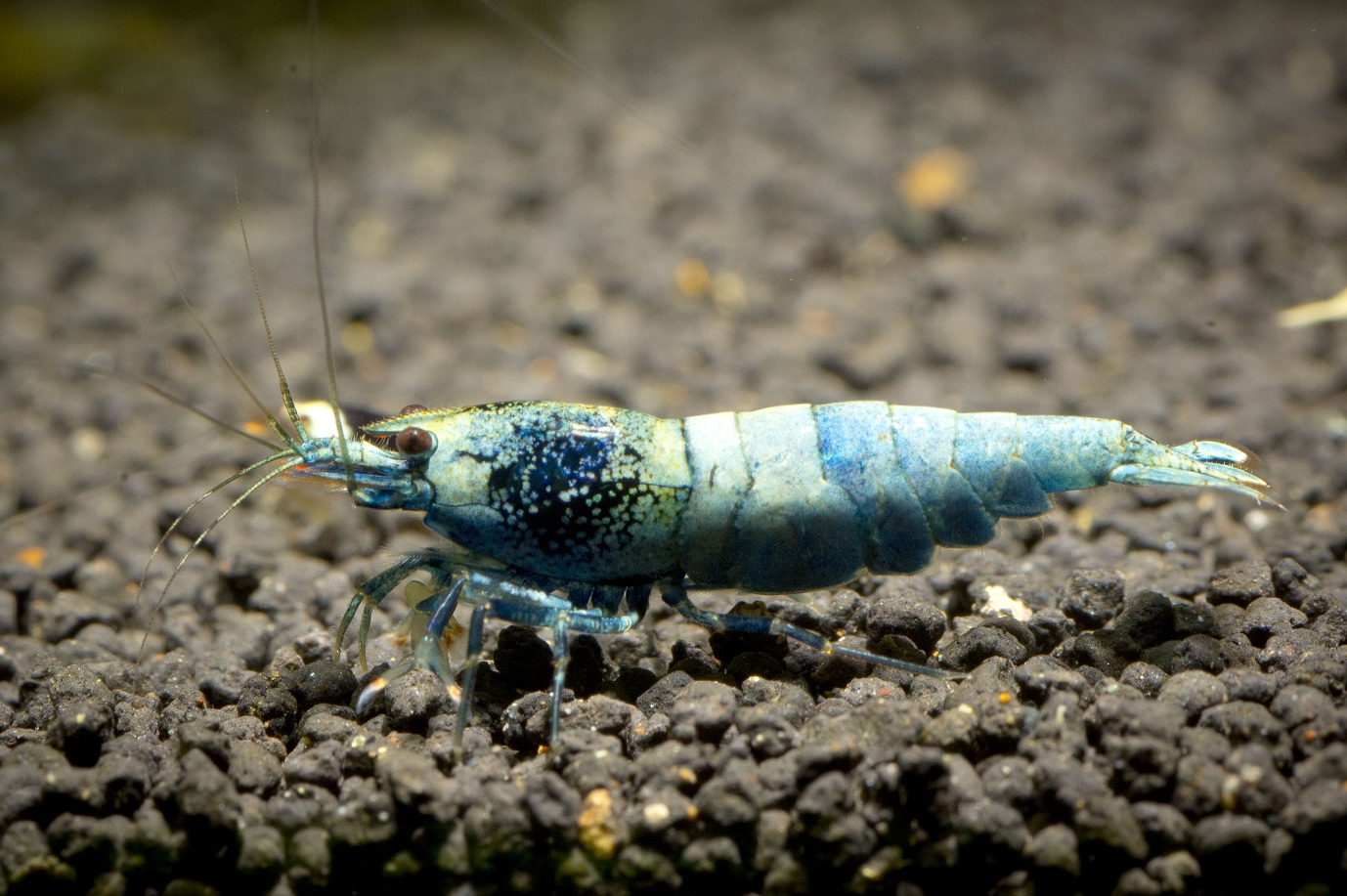
„Blue Bolt“ (Taiwanbee)
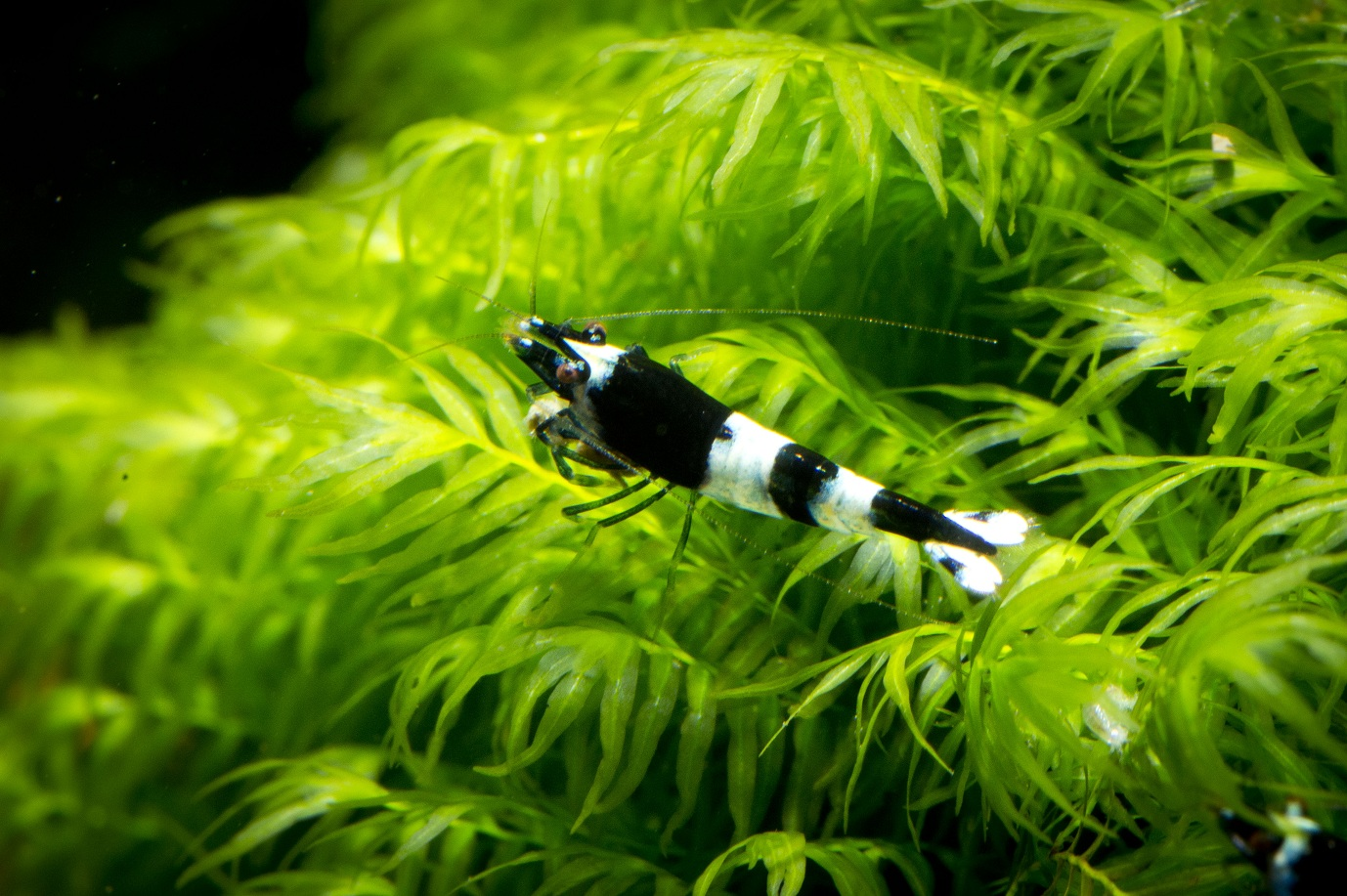
„Panda“ (Taiwanbee)
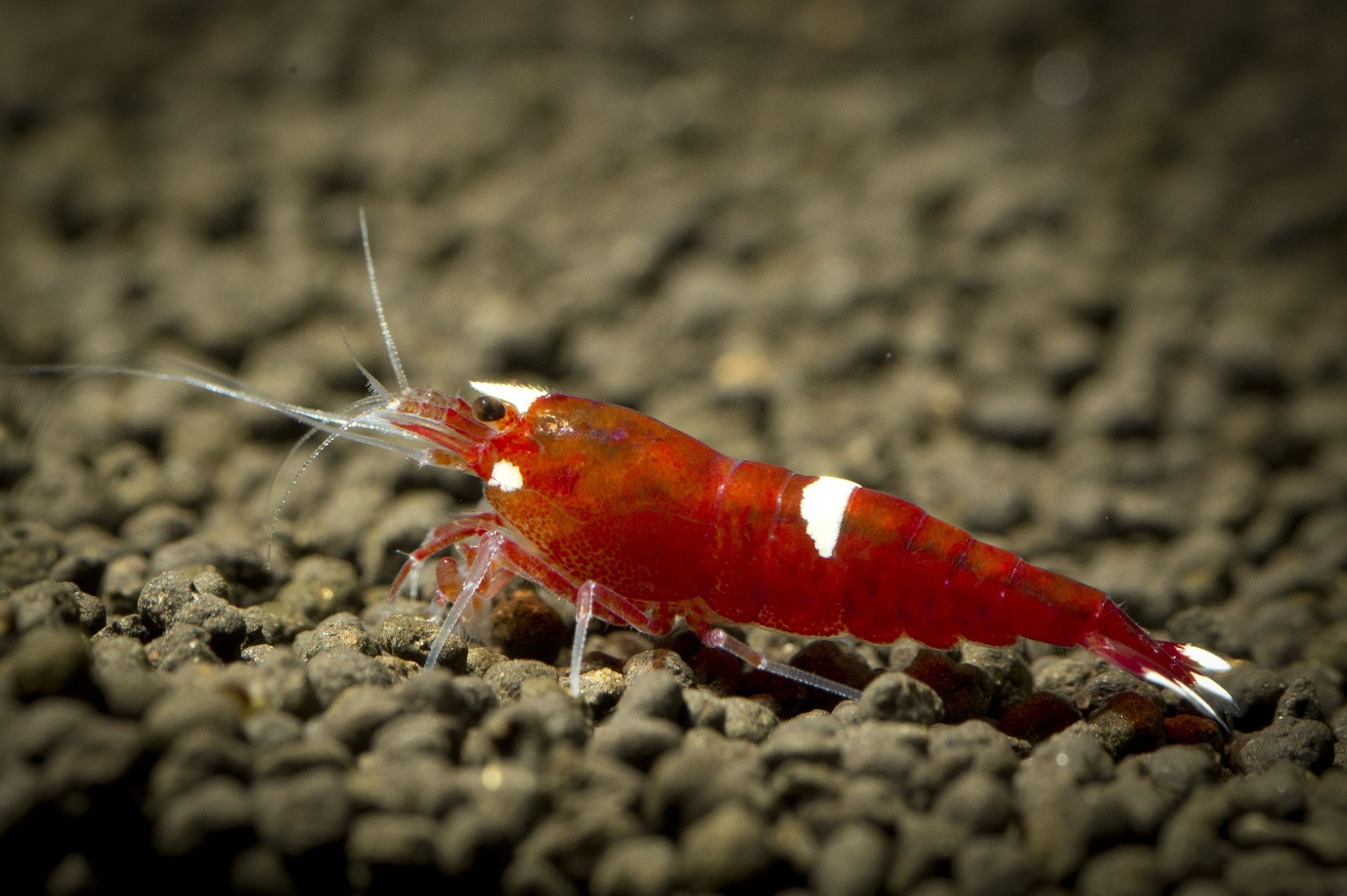
„Red Ruby“ (Taiwanbee)

## Lebensweise
Die Bienengarnele ist friedfertig und ernährt sich von Aufwuchs auf Steinen und verrottendem Pflanzenmaterial sowie sehr kleinen Insektenlarven.
Die maximale Lebenserwartung der Bienengarnele liegt bei einem bis eineinhalb Jahren.

### Fortpflanzung

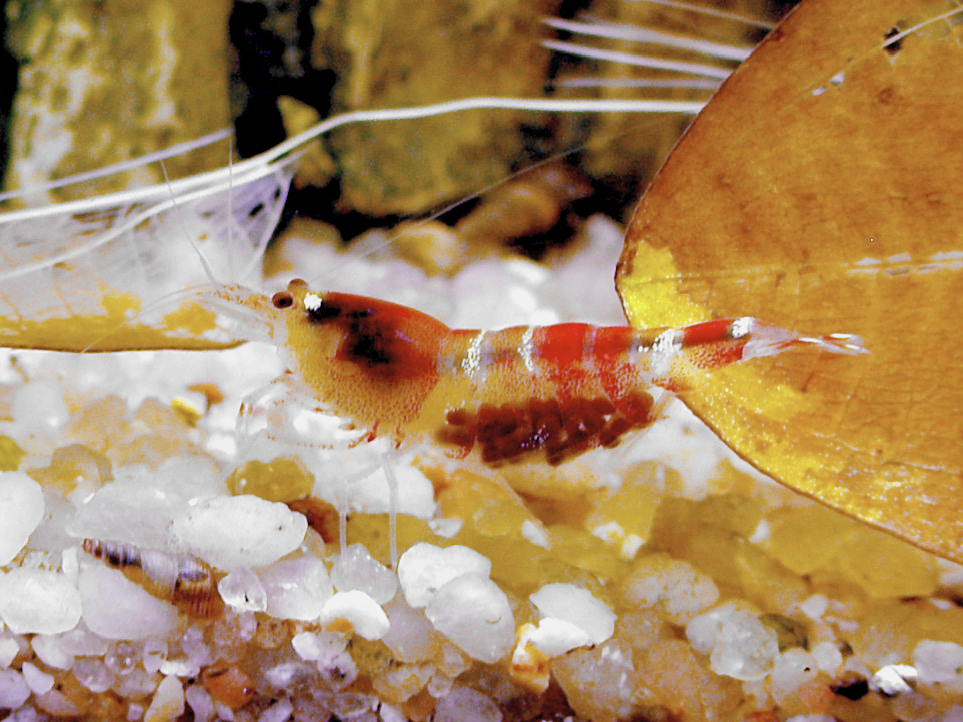
Bienengarnele mit Gelege

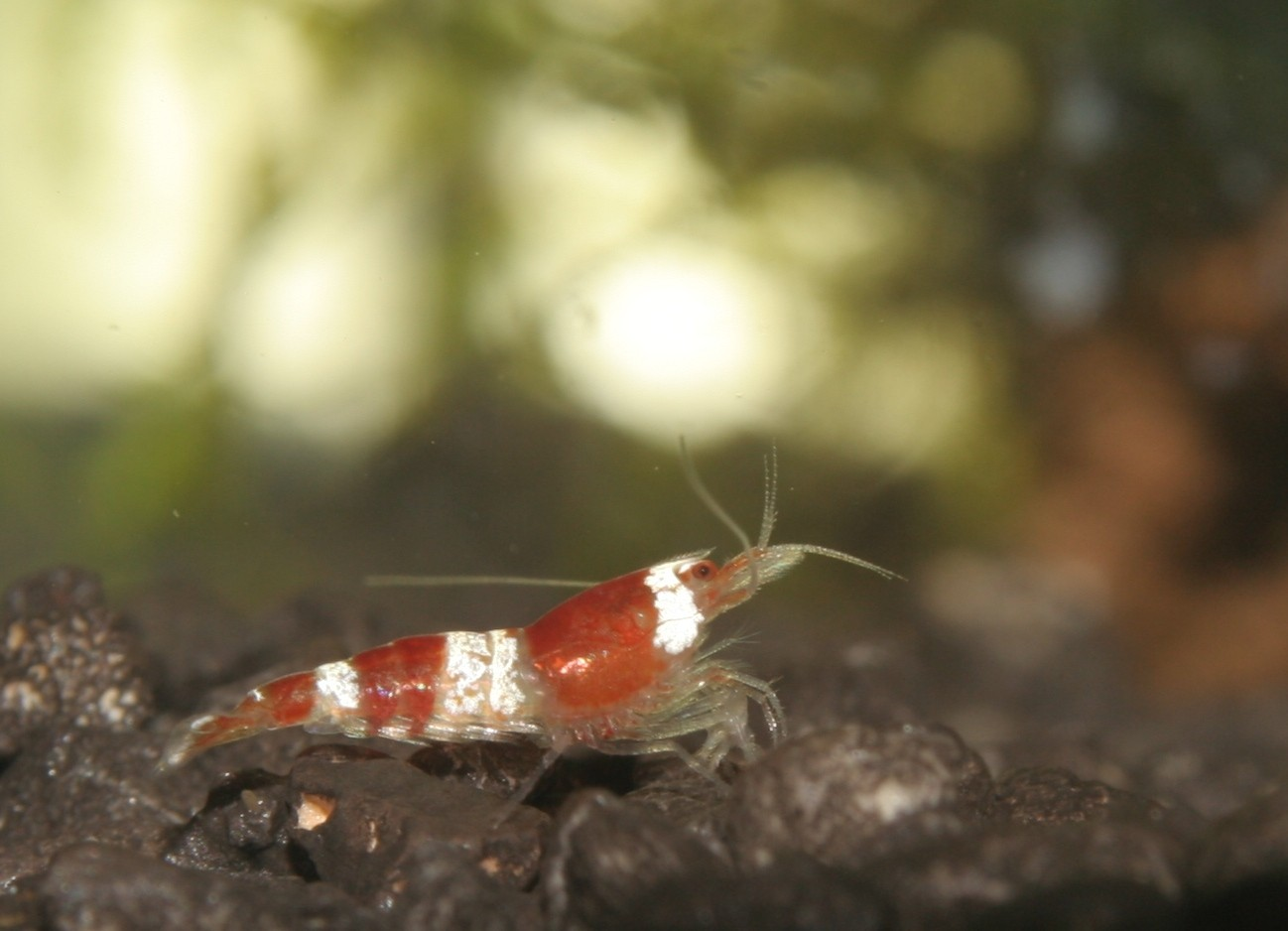
Zwei Wochen altes Jungtier der roten Farbform

Die Paarung erfolgt unmittelbar nach der Häutung des Weibchens. Es wird vom Männchen auf den Rücken gedreht, das mit den, zu Begattungsorganen umgewandelten, Innenästen des ersten Schwimmbeinpaares eine Spermatophore nahe der Geschlechtsöffnung des Weibchens platziert.
Wenige Stunden nach der Begattung werden die 15 bis 50 etwa 1 × 0,7 Millimeter großen Eier aus den Eierstöcken ausgestoßen und beim Austritt aus der Geschlechtsöffnung befruchtet. Das Weibchen befestigt sie an den Schwimmbeinen, den Pleopoden, wo sie durch häufiges Bewegen mit sauerstoffreichem Wasser versorgt werden. Über die gesamte Inkubationszeit verbleibt das Gelege beim Weibchen, lediglich unbefruchtete Eier werden nach wenigen Tagen abgestoßen. In Abhängigkeit von der Wassertemperatur erfolgt nach drei bis vier Wochen der Schlupf der Larven. Die eineinhalb Millimeter großen Jungtiere sind in Form und Farbe ihren Eltern bereits sehr ähnlich.

## Systematik
Obwohl die Bienengarnele bereits seit geraumer Zeit bekannt ist, gezüchtet und gehandelt wird, ist ihre Artzugehörigkeit noch nicht vollständig geklärt. Die größten Übereinstimmungen mit ihren mikroskopischen Bestimmungsmerkmalen finden sich bei Caridina trifasciata. Da aber die morphologischen und genetischen Merkmale der verschiedenen Zuchtstämme der Bienengarnele starken Schwankungen unterworfen sind und diese Variabilität auch für die weit verbreitete Caridina cantonensis festgestellt wurde, wird die Bienengarnele bis auf weiteres in die Nähe dieser Art gestellt.
Die Farbvariation Crystal Red wurde wahrscheinlich vom japanischen Garnelenzüchter Hisayasu Suzuki seit 1996 aus einer kleinen Zahl roter Individuen herausgezüchtet.